# Österrikes Grand Prix 1997
Österrikes Grand Prix 1997 var det fjortonde av 17 lopp ingående i formel 1-VM 1997.

## Resultat
1. Jacques Villeneuve, Williams-Renault, 10 poäng
2. David Coulthard, McLaren-Mercedes, 6
3. Heinz-Harald Frentzen, Williams-Renault, 4
4. Giancarlo Fisichella, Jordan-Peugeot, 3
5. Ralf Schumacher, Jordan-Peugeot, 2
6. Michael Schumacher, Ferrari, 1
7. Damon Hill, Arrows-Yamaha
8. Johnny Herbert, Sauber-Petronas
9. Gianni Morbidelli, Sauber-Petronas
10. Gerhard Berger, Benetton-Renault
11. Ukyo Katayama, Minardi-Hart
12. Jos Verstappen, Tyrrell-Ford
13. Pedro Diniz, Arrows-Yamaha
14. Rubens Barrichello, Stewart-Ford (varv 64, snurrade av)

### Förare som bröt loppet
- Jarno Trulli, Prost-Mugen Honda (varv 58, motor)
- Jan Magnussen, Stewart-Ford (58, motor)
- Shinji Nakano, Prost-Mugen Honda (57, motor)
- Mika Salo, Tyrrell-Ford (48, växellåda)
- Eddie Irvine, Ferrari (38, kollision)
- Jean Alesi, Benetton-Renault (37, kollision)
- Mika Häkkinen, McLaren-Mercedes (1, motor)

### Förare som diskvalificerades
- Tarso Marques, Minardi-Hart (0, för lätt bil)

## VM-ställning
| Förarmästerskapet 1. Michael Schumacher, Ferrari, 68 2. Jacques Villeneuve, Williams-Renault, 67 3. Heinz-Harald Frentzen, Williams-Renault, 31 | Konstruktörsmästerskapet 1. Williams-Renault, 98 2. Ferrari, 86 3. Benetton-Renault, 53 |